# Yehuda Halevi
Yehuda Halevi även Judah Ha-Levi, eller Judah ben Samuel Halevi (hebreiska: יהודה הלוי) född förmodligen någon gång under 1070-talet i Tudela, död 1141 i Egypten, var en spansk-judisk författare och filosof.
Halevi fick utbildning i hebreiska och arabiska. Få detaljer är kända om hans liv, bara att han vistades både i de islamiska och kristna delarna av Iberiska halvön och att han en tid var läkare i Toledo. 1140 lämnade han Iberiska halvön och året efter, 1141, dog han under en resa till Palestina.
Det finns cirka 800 dikter av Halevi bevarade. De mest berömda är Shirei Zion.

## Eftermäle
Nedslagskratern Judah Ha-Levi på planeten Merkurius är uppkallad efter honom.